# Joseph de Marliave
Joseph de Marliave (1873–1914) was een Frans  musicoloog en de echtgenoot van Marguerite Long, de pianiste die het eerst de pianoversie van Le Tombeau de Couperin van Maurice Ravel uitvoerde. Tijdens de Eerste Wereldoorlog was hij kapitein in het Franse leger en sneuvelde tijdens de eerste weken van deze oorlog.
Ravel droeg de Toccata van Le Tombeau de Couperin aan hem op.